# Hargita Megyei Kulturális Központ
A Hargita Megyei Kulturális Központ az 1968-ban megalakult Megyei Népi Alkotások Házának jogutódja, jelenleg a Hargita Megyei Tanács önálló jogi személyként működő szakintézménye. Székhelye Csíkszereda központjában található, a Temesvári sugárúton.  Az intézmény  a Hargita megyében zajló kulturális tevékenységek tudományos és módszertani központja szerepét vállaja. Célja segíteni a települések önkormányzatainak kulturális munkáját, a helyi társadalom különböző közművelődési és közösségi szerveződéseit, és gyűjteni, kutatni a megye kulturális értékeinek, hagyományait, és segíteni közkinccsé tételét.

## Tevékenysége

### Kulturális szakrendezvények
Tudományos szemináriumok és kollokviumok, szaktanácskozások szervezése. 
Megyei, regionális, nemzeti és nemzetközi fesztiválok, hagyományőrző rendezvények szervezése és támogatása. 
Cserekiállítások, alkotótáborok szervezése bel- és külföldi intézmények közreműködésével.
Kulturális intézmény- és szervezetvezető képzés.
A kultúra területén tevékenykedők, animátorok képzése és továbbképzése.
Műkedvelők szakmai képzése.
Kultúra digitalizálása - kulturális adatbázis.
Hargita megye tárgyi és szellemi kulturális értékeinek, népi hagyományainak, szokásainak kutatása, gyűjtése, archiválása és közkinccsé tétele, megjelenítése digitális hordozókon és az Interneten. 
Hargita megye kulturális eseménynaptárának elkészítése, terjesztése és az Interneten való megjelenítése.
Szakkönyvtár rendelkezésre bocsátása és folyamatos bővítése.

### Évente ismétlődő rendezvények
- Magyar Kultúra Napja - január
- Farsangbúcsúztató - február
- Hargitai Megyenapok - május
- Megyei Képzőművészeti Tárlat - május
- Felcsíki Hagyományőrző Gyermektánctábor - június
- Csíkszeredai Régizene Fesztivál - július
- Free Camp Nemzetközi Képzőművészeti Alkotótábor - szeptember
- Tatros Forrásánál Csángófesztivál- szeptember
- Nemzetközi fotóstáborok